# Уланова, Галина Сергеевна
Гали́на Серге́евна Ула́нова (26 декабря 1909 [8 января 1910], Санкт-Петербург, Российская империя — 21 марта 1998, Москва, Россия) — советская балерина, педагог. Прима-балерина Ленинградского театра оперы и балета имени С. М. Кирова (1928—1944) и Большого театра СССР (1944—1960).
Дважды Герой Социалистического Труда (1974, 1980), народная артистка СССР (1951), лауреат Ленинской премии (1957), четырёх Сталинских премий (1941, 1946, 1947, 1950), премии президента РФ (1997). Кавалер четырёх орденов Ленина (1953, 1970, 1974, 1980). Самая титулованная балерина за всю историю советского балета.

## Биография
Родилась 8 января 1910 года в Санкт-Петербурге, в семье артистов балета императорского Мариинского театра. Отец, Сергей Николаевич Уланов, артист балета, работавший, в частности, с главным балетмейстером театра М. И. Петипа, впоследствии стал балетным режиссёром театра; мать, Мария Фёдоровна Романова, позже стала балетным педагогом в хореографическом училище, а к 1930 году — педагогом-репетитором в театре им. С. М. Кирова.
В возрасте девяти лет — в 1919 году Галина Уланова была принята в Петроградское театральное училище (позднее — хореографический техникум, ныне Академия русского балета имени А. Я. Вагановой), где сначала её основным педагогом была мать, Мария Романова, а три последних года, с 1925 по 1928 гг. — Агриппина Ваганова. Окончила техникум по классу А. Вагановой в 1928 году. На выпускном спектакле, состоявшемся 16 мая 1928 года, она выступила в «Шопениане» (вальс и мазурка), в па-де-де из «Арлекинады» и из «Щелкунчика» (фея Драже и Принц). В том же году была принята в балетную труппу Ленинградского театра оперы и балета (ныне Мариинский театр), где дебютировала в роли Флорины в балете «Спящая красавица» по музыке П. И. Чайковского. В 1942 году Мариинский театр из осаждённого блокадой Ленинграда эвакуировался в Ташкент, в 1944 году Уланова переехала в Москву.
В 1944—1959 гг. — солистка Большого театра, с 1951 года — ведущая прима-балерина.
Уже первые выступления на сцене театра привлекли к ней внимание критиков. В 1929 году она станцевала свою первую балеринскую партию — роль Одетты в «Лебедином озере» П. Чайковского. В 1930—1940 годах выступала вместе с Константином Сергеевым. Работала с такими балетмейстерами, как Ф. В. Лопухов, В. И. Вайнонен, Л. В. Якобсон, Р. В. Захаров и Л. М. Лавровский. В эти годы Уланова танцует также в спектаклях «Раймонда» А. Глазунова (Раймонду), «Ледяная дева» Э. Грига (Сольвейг), «Шопениана» на музыку Ф. Шопена (исполняет вальс и мазурку), «Конёк-Горбунок» Ц. Пуни (Царь-девицу), «Спящая красавица» (Аврору) и «Щелкунчик» (Машу) П. И. Чайковского, а также Жизель в одноимённом балете А. Адана (1932). Исполнила партии в поставленных на неё спектаклях: Мария в «Бахчисарайском фонтане» Б. Асафьева (балетмейстер Р. В. Захаров) и Джульетта в «Ромео и Джульетте» С. Прокофьева (1940, балетмейстер Л. М. Лавровский).

В исполнении Улановой сочетались танцевальная техника, драматическая игра и пластика движений. Не нарушая строгой чистоты линий классического танца, она наполняла их трепетным настроением, придавала грацию и музыкальность простым, обыденным действиям, а самым сложным, технически изощрённым танцевальным движениям — непринуждённость и естественность человеческого жеста. Величайшие умы и мастера этого времени писали о ней как о богине, мадонне, чьё искусство делало мир чище и лучше. 
«Уланова — неотличима и несравнима с другими танцовщиками. По признаку самого сокровенного. По природе тайны… Она принадлежит другому измерению.»
                                                                                                                                                                             Сергей Эйзенштейн
«Я ничего подобного в жизни не видел! Боже, каких вершин и высот может достигнуть творчество! Это точно дух Божий!.. Так потрясать мог только Шаляпин!.. Нельзя передать словами это впечатление… Как удержать, сохранить на земле это чудо? Как оставить потомкам это Евангелие для грядущих веков, чтобы учились у неё этому высочайшему, божественному искусству?»
Александр Вертинский
«Она — гений русского балета, его неуловимая душа, его вдохновенная поэзия. В классических партиях Уланова полна выразительности, невиданной в балете двадцатого столетия…»
Сергей Прокофьев
«Образ Улановой — нежный, хрупкий и мудрый — подарен мне в ранней юности и храним в сердце и памяти вечно.»
Евгений Мравинский
«Уланова открыла новые пути в балете. Она не только подарила нам незабываемые образы, она создала собственный художественный мир — царство человеческой духовности…»
Святослав Рихтер
Во время блокады в 1941 году была эвакуирована в Молотов, откуда в 1942 году с разрешения театра выезжала на целый год в Алма-Ату к своему мужу, но осенью 1943 года вновь вернулась на Урал. Во время отпуска работала в труппе Казахского театра оперы и балета, где танцевала партии Марии и Жизели, а также выступала в концертных номерах. В 1943 году ей было присвоено почётное звание «Народный артист Казахской ССР». Во время войны она также выступала в госпиталях для раненых. Получала множество писем с фронта и после войны. Многие солдаты и медсёстры писали ей трогательные письма, благодарили за то, что её искусство давало им силы жить, спасало их от ужасов войны.
Ближе к окончанию войны, в 1944 году, была переведена работать в Большой театр. Сама она позднее говорила: «В Москву я никогда бы не переехала, да так власти распорядились, чуть ли не решение ЦК по этому поводу приняли». Была ведущей балериной Большого театра до 1960 года. Здесь она также исполняла главные партии в балетах «Жизель», «Лебединое озеро», «Бахчисарайский фонтан» (1944), «Золушка» (1945), «Ромео и Джульетта» (1947), «Красный мак» (1949).
После окончания войны, в июле 1945 года, впервые выступала в Вене, исполнив миниатюру «Лебедь» К. Сен-Санса, «Вальс» А. Рубинштейна и Седьмой вальс из «Шопенианы» (партнёр — В. Преображенский).
Участвовала в первых зарубежных гастролях Большого театра в 1956 году в Лондоне, принёсших ей мировую известность. Она танцевала Жизель и Джульетту и имела триумфальный успех, равного которому, по свидетельству зарубежных специалистов, они не видели со времён Анны Павловой. Много гастролировала за рубежом: в Китае, Австрии, Италии, Франции, Англии, США и других странах.

Уланова стала кумиром для своего поколения, символом русского балета в мире. Имела миллионы поклонников во многих странах. Так, Эвелина Курнанд, собиравшаяся передать ей бесценную коллекцию произведений искусства, по просьбе Улановой передала её советскому государству (переданные экспонаты хранятся в Третьяковской галерее и ГЦТМ им. А. А. Бахрушина). 
«Галина Уланова — балерина, которая постигла глубочайшую тайну искусства. Она сумела соединить чувства и их внешнее выражение в единое невидимое целое».

                                                                                                                                                                                        Морис Бежар
«Галина Уланова была для меня олицетворением русского балета… Именно этот незабываемый образ женщины, прозрачный в её осязаемой духовности, вдохновил и направил меня на мой собственный творческий поиск».
Джон Ноймайер
«„Умирающий лебедь“… Танцует Галина Уланова… на сцене нет никаких декораций, но балерина словно принесла с собой в зал осеннюю прохладу тихого озера, свет холодной луны, в котором отражается тень одинокого лебедя. В её жестах — воспоминания об ушедшей весне, о любви, страдание…»
Мэй Лань Фань
«Это — чудо. Теперь мы знаем, чего нам не хватает. Я не могу выразить в словах, что такое танец Улановой, это такая магия, что я остаюсь в немом восхищении.»
Марго Фонтейн
В 1960 году завершила свою артистическую карьеру. Её последним спектаклем стала «Шопениана». Свою сценическую деятельность балерина официально прекратила в 1962 году.
В 1960—1997 годах, вплоть до конца своей жизни, работала педагогом-репетитором в Большом театре. Её первой ученицей стала Екатерина Максимова, а позже и Владимир Васильев (несмотря на то, что Уланова была «женским» педагогом, она участвовала в подготовке c Васильевым многих партий классического репертуара и партию Ивана Грозного), Светлана Адырхаева, Нина Тимофеева, Людмила Семеняка, Нина Семизорова, Малика Сабирова, Марина Колпакчи, Ирина Прокофьева, Алла Михальченко, Надежда Грачёва. Работала также с солистами Парижской оперы, Гамбургского балета, Шведского королевского балета, Австралийского балета, артистами балетных трупп Японии.
В 1964 году была председателем жюри I Международного конкурса артистов балета в Варне (Болгария), а в 1969 — I Международного конкурса артистов балета в Москве.
Галина Уланова умерла на 89-м году жизни 21 марта 1998 года в Москве после двух инсультов, перенесённых незадолго до смерти.
Похоронена 25 марта на Новодевичьем кладбище (участок № 5).
Сразу после ухода Улановой из жизни её близкими и друзьями, в том числе названными в письме Т. Агафоновой «душеприказчиками Улановой», был основан Фонд её имени для сохранения памяти, творческого и духовного наследия великой балерины. Бессменным президентом фонда стал народный артист СССР Владимир Васильев — её ученик, партнёр и друг.
17 декабря 2004 года стараниями Т. С. Касаткиной, подруги Улановой с 1960-х годов, в квартире в высотном доме на Котельнической набережной, где балерина проживала в последние годы жизни, открылся музей (филиал ГЦТМ им. А. А. Бахрушина).

## Личная жизнь
Все избранники балерины были людьми искусства: концертмейстер Исаак Меликовский, дирижёр Евгений Дубовской, режиссёр Юрий Завадский, актёр и режиссёр Иван Берсенев, художник Вадим Рындин. Все её браки, кроме одного — с Юрием Завадским, были фактическими. Детей у неё не было.
В последние годы проживала вместе с журналисткой «Комсомольской правды» Татьяной Агафоновой, которую называла своей «приёмной дочерью».
У неё не было какого-либо хобби, побочных от профессии занятий. «Раньше в Петербурге ходили конки. На лошадей надевали шоры, чтобы ничто их не отвлекало. Вот в таких „шорах“ я и проходила почти всю свою жизнь. Чтобы ничто не мешало работать, думать о своей профессии. Самое комфортное для меня состояние — одиночество. Обычно я не подхожу ни к кому. Если подходят ко мне, начинают говорить о театре».
Любила животных. «Природа для меня то же, что и музыка. Так же загадочна», — говорила балерина.
Была строга к себе. Ранним утром — целый час своя зарядка, в которую были включены и балетные па. И на склоне лет её вес оставался тем же, что в артистические годы, — 49 кг. Она всегда была элегантна, отличалась лёгкой изящной походкой.
В Петербурге
Жила на Гороховой улице в доме № 4. С 1926 по 1935 год жила в доходном доме Гиллерме по адресу Гороховая улица № 8 / Малая Морская улица № 13. В память об этом 21 июля 2011 года на фасаде здания была установлена мемориальная доска.
В Алма-Ате
В период эвакуации жила по адресу: улица Кирова, дом № 140. В память об этом 12 июня 2003 года на фасаде здания была установлена мемориальная доска.
В Москве
Жила с октября 1952 года в доме на Котельнической набережной № 1/15, корп. Б, кв. 316. В 1986 году переехала в кв. 185. В 2004 году здесь открылась её музей-квартира. 26 марта 2008 года на фасаде здания была установлена памятная доска.

## Признание
Государственные награды:
Почётные звания и премии:
- Дважды Герой Социалистического Труда (1974, 1980)
- Заслуженная артистка РСФСР (1939)
- Народная артистка РСФСР (1940)
- Народная артистка Казахской ССР (1943)
- Народная артистка СССР (1951)
- Сталинская премия первой степени (1941) — за выдающиеся достижения в области балетного искусства
- Сталинская премия первой степени (1946) — за исполнение заглавной партии в балетном спектакле «Золушка» С. С. Прокофьева
- Сталинская премия первой степени (1947) — за исполнение заглавной партии в балетном спектакле «Ромео и Джульетта» С. С. Прокофьева
- Сталинская премия второй степени (1950) — за исполнение партии Тао-Хоа в балетном спектакле «Красный мак» Р. М. Глиэра
- Ленинская премия (1957)
- Премия Президента Российской Федерации в области литературы и искусства (1997)[17]

Ордена и медали:
- Четыре ордена Трудового Красного Знамени (1939, 1951, 1959, 1967)
- орден «Знак Почёта» (1940)
- Четыре ордена Ленина (1953, 1970, 1974, 1980)
- орден Дружбы народов (1986)
- Медаль «За оборону Ленинграда»
- Медаль «За доблестный труд в Великой Отечественной войне 1941—1945 гг.»
- Медаль «За доблестный труд. В ознаменование 100-летия со дня рождения Владимира Ильича Ленина»
- Медаль «Тридцать лет Победы в Великой Отечественной войне 1941—1945 гг.»
- Медаль «Сорок лет Победы в Великой Отечественной войне 1941—1945 гг.»
- Медаль «50 лет Победы в Великой Отечественной войне 1941—1945 гг.»
- Медаль «Ветеран труда»
- Медаль «В память 850-летия Москвы»
- Медаль «В память 250-летия Ленинграда»

Другие награды, премии, поощрения и общественное признание:
- Медаль «Для Финляндии» ордена Льва Финляндии (1958)[18]
- Премия Анны Павловой Парижской Академии танца (1958)
- Почётный член зарубежных академий: Финляндия (1958), Бразилия (1986), КНР (1989), Венесуэла (1991)
- Премия Дж. Виотти (1959, Верчелли, Италия)
- Член-корреспондент Академии искусств ГДР (1959)
- Почётный член Американской Академии искусств и наук (1961)
- орден «Кирилл и Мефодий» I степени (Болгария, 1968)
- Премия и Золотая медаль ВДНХ (1971)
- Почётная грамота Президиума Верховного Совета РСФСР (25 мая 1976) — за многолетнюю плодотворную работу в области советского искусства и в связи с 200-летием Государственного академического Большого театра СССР[19].
- Премия О. Парселли «Жизнь ради танца» (Милан, 1988)
- Командор ордена Искусств и литературы (Франция, 1992)
- орден Парасат (Казахстан, 1995)
- Премия «Золотая маска» в номинации «За честь и достоинство» (1995)
- Почётный гражданин Москвы (1997)

 «Она — гений русского балета, его неуловимая душа, его вдохновенная поэзия».— Сергей Прокофьев

 «„Ты, Моцарт, — Бог, и сам того не знаешь“. Моя дорогая, прекрасная Галина Сергеевна, мне всегда хочется это Вам говорить. Мне хочется, чтобы Вы знали, что видеть Вас, Ваше искусство — это счастье высшее!»— Фаина Раневская

 «Галя, милая, чудная, богиня! Целую и обнимаю Вас». — Алексей Толстой

 "Дорогая Галина Сергеевна! Я со всё время мокрым лицом смотрел Вас вчера в «Золушке» — так действует на меня присутствие всего истинно большого рядом в пространстве… Как удалось Вам извлечь пластическую и душевную непрерывность из отрывистого, условного и распадающегося на кусочки искусства балета. Я не собирался сказать Вам ничего, что было бы неизвестно Вам. Вам, естественно и заслуженно привыкшей к более сильным эпитетам и похвалам и более пространным признаниям. Старое сердце моё с Вами. Ваш — Борис Пастернак».

 "Дорогая Галя! Ты всегда кажешься даже мне замкнутой, словно прислушиваешься к чему-то, но ничто, я уверен, не ускользает от твоего внимания, от твоих глаз и души. Твой — Юрий Завадский».

 «Дорогая Галина Сергеевна! Когда Вы перестали танцевать, мы перестали ходить в балет. Случайно Вы об этом узнали, помните? И произнесли только одно: „напрасно!“ Сегодня мы снова ходим на балетные спектакли и радуемся успехам улановских учеников. Это редкий дар — суметь щедро, не оставляя секретов, передать накопленное… Но для нас Вы по-прежнему как живой идеал, который и сегодня, непостижимый, манит!» — Нина Дорлиак, Святослав Рихтер

«Искусство Улановой сочетает в себе чистоту стиля, совершенство классического танца с его глубокой психологической насыщенностью. Оно вырастает из чуткого и верного слушания музыки и органически раскрывает идейно-эмоциональное содержание партитуры, переведённое на язык пластических образов. В танце Уланова пытливо ищет и находит средства тончайшей выразительности в пределах специфики своего искусства и при всём богатстве и подвижности своей мимики никогда не прибегает к приёмам, заимствованным из драматического театра, что неизбежно разрушило бы целостность хореографического образа». — Валериан Богданов-Березовский

«Весь облик Улановой на сцене создаёт впечатление необычайной хрупкости, какой-то незащищённости, трогательной женственной слабости. Поэтому-то столько писалось и говорилось об элегичности, меланхоличности, „бестелесности“ искусства Улановой. Но если вглядеться внимательнее, то по мере развития её образов в этом хрупком и, казалось бы, таком беспомощном существе начинает ощущаться несгибаемая сила, героическое напряжение духа». — Борис Львов-Анохин

 «Дорогая Галина Сергеевна! Никто никогда не спрашивал, как Вы танцевали. Спрашивали: „Уланову видел?“ Когда мы говорим по прошествии времени о малом поэте, мы говорим: „Он писал“, но о Пушкине „Пишет“. Искусство высокое не проходит. Вам никогда не быть в прошлом, но всегда — в настоящем и будущем». — Ираклий Андроников

 «Уланова — это огромно, это душа искусства, сама поэзия, сама музыка».— Сергей Эйзенштейн

 «Я благоговею перед Улановой-художником и восхищаюсь Улановой-женщиной, обаятельной, изысканной, элегантной. Не всегда, и далеко не всем, удаётся это сочетать. Вы же остаётесь такой и в пылу работы, и после репетиций, изнуривших всех. Хорошо, что у нас есть Уланова, хорошо, что она у нас в театре. Одно её присутствие облагораживает. Думаешь о Вас, и согревается душа». — Елена Образцова

 «Ещё когда я учился балету в Америке , Вы были для меня олицетворением русского балета. Больше, чем что бы то ни было другое, меня завораживала откровенная и искренняя человечность, которая сияла в Ваших глазах. Вы никогда не были просто балериной, поражающей своей виртуозностью. Именно Ваш незабываемый образ женщины вдохновил и направил меня на мой собственный творческий поиск. С глубоким уважением и величайшим восхищением я буду помнить балерину Уланову, а в душе мне всегда будет не хватать Вас!» — Джон Ноймайер

## Партии

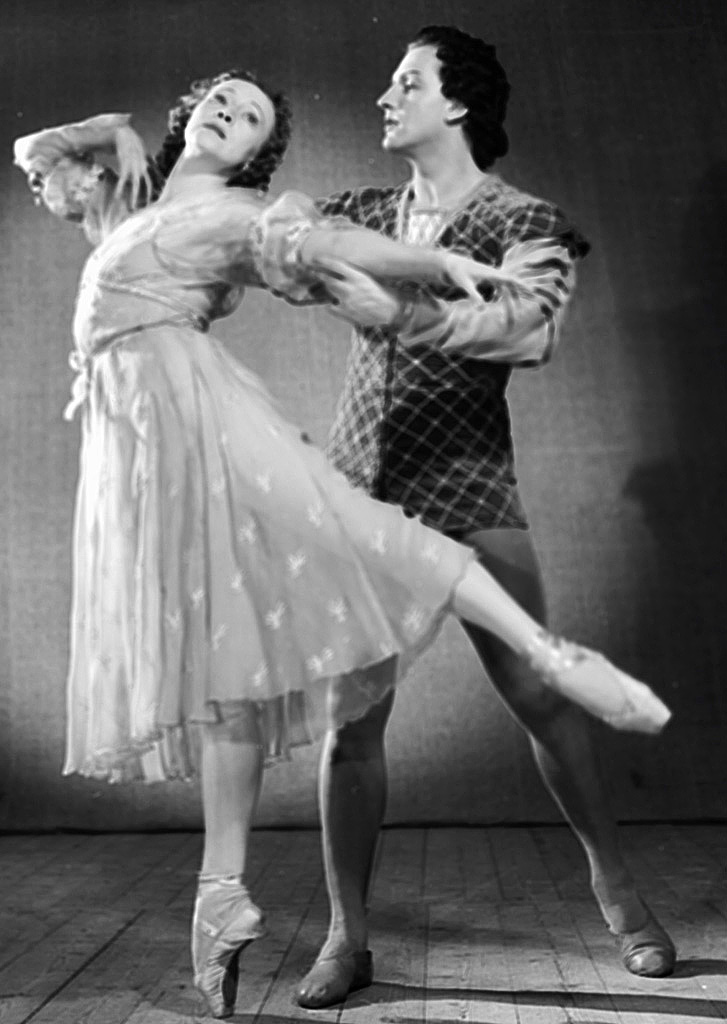
Г. Уланова (Джульетта) и Ю. Жданов (Ромео) в балете «Ромео и Джульетта» (1 октября 1954 г.)

### Ленинградский театр оперы и балета имени С. М. Кирова
- 1929 — «Лебединое озеро» П. И. Чайковского — Одетта и Одиллия
- 1929 — Спящая красавица" П. И. Чайковского — Принцесса Аврора
- 1930 — Золотой век" Д. Д. Шостаковича — Комсомолка
- 1931, 1938 — «Раймонда» А. К. Глазунова — Раймонда
- 1931 — «Ледяная дева» на музыку Э. Грига — Сольвейг
- 1931 — «Шопениана» на музыку Ф. Шопена — Вальс и мазурка
- 1931 — «Жизель» А. Адана — Жизель
- 1931 — «Конёк-Горбунок» Ц. Пуни — Царь-девица
- 1932 — «Пламя Парижа» Б. В. Асафьева — Актриса
- 1933 — «Лебединое озеро» П. И. Чайковского — Лебедь и Одиллия
- 1934 — «Щелкунчик» П. И. Чайковского — Маша
- 1934 — «Бахчисарайский фонтан» Б. В. Асафьева — Мария
- 1935 — «Эсмеральда» Ц. Пуни — Диана
- 1936 — «Утраченные иллюзии» Б. В. Асафьева — Корали
- 1940 — «Ромео и Джульетта» С. С. Прокофьева — Джульетта
- 1941 — «Баядерка» Л. Минкуса — Никия
- 1941 — «Пахита» Э. Дельдеве и Л. Минкуса — Гран па

### Большой театр
- 1944 — «Бахчисарайский фонтан» Б. В. Асафьева — Мария
- 1944 — «Жизель» А. Адана — Жизель
- 1945 — «Золушка» С. С. Прокофьева — Золушка
- 1946 — «Шопениана» на музыку Ф. Шопена — Вальс и прелюд
- 1946 — «Ромео и Джульетта» С. С. Прокофьева — Джульетта
- 1948 — «Лебединое озеро» П. И. Чайковского — Одетта и Одиллия
- 1949 — «Медный всадник» Р. М. Глиэра — Параша
- 1949 — «Красный мак» Р. М. Глиэра — Тао Хоа
- 1954 — «Сказ о каменном цветке» С. С. Прокофьева — Катерина

### Концертные номера
- Эрос на музыку Серенады для струнного оркестра П. И. Чайковского — Психея
- «Ноктюрн» на музыку Р. Шумана
- «Либестраум» на музыку Ф. Листа
- «Элегия» на музыку С. В. Рахманинова
- «Умирающий лебедь» на музыку К. Сен-Санса
- «Вальс» на музыку А. Г. Рубинштейна
- «Русская» П. И. Чайковского
- «Слепая» на музыку М. Понсе и Я. Хейфеца

## Фильмография
- 1941 — «Киноконцерт 1941 года» — балетный номер «Умирающий лебедь»
- 1947 — «Солистка балета» — балерина Синельникова
- 1951 — «Большой концерт» — Джульетта, худож. фильм, СССР, Мосфильм, режиссёр В. Строева, цв, 102 мин. /Фильм схож с концертом и состоит, в основном, из оперных и балетных выступлений. Показаны фрагменты опер «Князь Игорь», «Евгений Онегин», «Иван Сусанин», балетов «Лебединое озеро» и «Ромео и Джульетта», в которых мастера с мировым именем играют самих себя
- 1952 — «Концерт мастеров искусств» — вальс Шопена, СССР, Ленфильм, режиссёры А. Ивановский, Г. Раппапорт, 83 мин. /Фильм-концерт с участием артистов оперы, балета и народного танца
- 1953 — «Мастера русского балета» (фильм-спектакль) /Фрагменты балетов Б. Асафьева «Бахчисарайский фонтан» и «Пламя Парижа», а также балета «Лебединое озеро» П. Чайковского
- 1954 — «Ромео и Джульетта» (фильм-спектакль) — Джульетта
- 1956 — «Жизель» — Жизель /Спектакль ГАБТа на музыку А. Адана в постановке Л. М. Лавровского, дирижёр Г. Н. Рождественский, запись The Bolshoi Ballet In The Royal Opera House, Covent Garden — London
- 1956 — «О Москве и москвичах». Документальный фильм, ЦСДФ
- 1957 — «Большой балет» /The Bolshoi Ballet, музыкальный фильм-спектакль, 1957, режиссёр П. Циннер /Paul Czinner, Великобритания, 100 мин. /Танцевальные номера в исп. артистов ГАБТ; балет «Жизель», солисты Г. Уланова, Р. Стручкова, Н. Фадеечев
- 1964 — «Соберите Венеру», музыкальный фильм-спектакль, Мосфильм, по заказу Гостелерадио СССР, 1964 г., 37 мин., ч/б, режиссёр Ю. Сааков /Концертные номера звёзд цирка и балета

- 1958 — «Волшебное зеркало» (документальный)
- 1963 — «Галина Уланова» (документальный) — главная роль, «ЦСДФ», 1963 г., 56 мин., режиссёры Л. Кристи и М. Славинская
- 1969 — «Молодой балет мира» (документальный)
- 1970 — «Сочинение танцев» (документальный)
- 1971 — «Адажио» (документальный)
- 1972 — «Галина Уланова», передача из цикла «О балете», Главная редакция музыкальных программ ЦТ, эфир от 01 марта 1972 г., 51 мин., ведущий Б. Львов-Анохин, режиссёр Е. Мечерет. /Из цикла архивных передач «Ностальгия»
- 1979 — «Размышления о Мравинском» (документальный)
- 1981 — «Мир Улановой», документальный фильм, ТО «Экран» ЦТ, 1981 г., в 2-х сериях (1 ч 03 мин. и 1 ч.), режиссёры А. К. Симонов и В. В. Васильев
- 1983 — «И каждый вечер в час назначенный…» (документальный)
- 1990 — «Катя и Володя» (документальный)
- 1997 — «Царская ложа. Галина Уланова» — «РТВ», документальный фильм, 1997 г., 38 мин., автор и ведущая Г. Мшанская
- 1998 — «Памяти Улановой», документальный фильм, 1998 г., 39 мин., режиссёр Н. С. Тихонов
- 2004 — «Уланова навсегда», документальный фильм, ГТРК «Культура», документальный фильм, 2005 г., 39 мин., режиссёр Н. С. Тихонов
- 2006 — «Как уходили кумиры. Галина Уланова», документальный фильм, «ДТВ», 2006 г., 43 мин., режиссёр Дм. Кужаров
- 2008 — «The Best of the Bolshoi Ballet / Балет Большого театра в Лондоне», документальный фильм, Великобритания, 2008 г., 1 ч 35 мин., режиссёр Пол Циннер / Paul Czinner
- 2009 — «Галина Уланова. „Одиночество богини“», документальный фильм, «Первый канал», ТК «Совершенно секретно», 2009 г., 52 мин., режиссёр А. Коридзе[31]
- 2010 — «Мой серебряный шар. Галина Уланова», документальный фильм, «ВГТРК», 2010 г., 52 мин., автор и ведущий В. Вульф, режиссёр Е. Гудиева
- 2010 — «Галина Уланова. Незаданные вопросы», документальный фильм, ГТРК «Культура», 2010 г., 52 мин., режиссёры М. Денисевич, В. Спирин
- 2019 — «Галина Уланова. „Последний день“» («Звезда»)[32]
- 2020 — «Галина Уланова. „Земная жизнь богини“» («ТВ Центр»)[33]

Архивные кадры
- 1998 — Галина Уланова… Прощание (документальный)
- 1999 — Катя (документальный) режиссёр Н. С. Тихонов
- 2010 — Татьяна Вечеслова. Я — балерина (документальный)
- 2012 — Отражения Юрия Роста (документальный)

## Память
- В 1936 году на центральной аллее ленинградского ЦПКиО им. С. М. Кирова была установлена скульптура работы Е. А. Янсон-Манизер, изображающая Галину Уланову. В начале 1980-х скульптура была демонтирована для последующей реставрации. После реставрации 8 января 2004 года установлена в Санкт-Петербурге, во внутреннем дворике Академии русского балета им. А. Я. Вагановой[34][35].
- В 1981 году в Париже в рамках организованного ЮНЕСКО торжественного вечера состоялась премьера балета «В честь Улановой» (хореография Владимира Васильева).
- Парижский концертный зал «Плейель» 16 ноября 1981 года после реконструкции открывался торжественным вечером в её честь.
- Астрономы Крымской астрофизической обсерватории Л. Г. Карачкина и Л. В. Журавлёва назвали открытый ими 14 октября 1982 года астероид в честь балерины (5421) Ulanova.
- В Нидерландах был выведен сорт тюльпанов «Уланова».
- Имя «Галина Уланова» присвоено ювелирному алмазу весом 164,70 карата, добытому в марте 1998 года на алмазной трубке «Удачная» в Западной Якутии и вошедшего в коллекцию из более чем 400 именных якутских алмазов, являющихся национальным достоянием России[36].
- В 1998 году в Москве был создан Фонд имени Г. С. Улановой, его президентом является танцовщик Владимир Васильев.
- Галина Уланова — единственная в мире балерина, которой были установлены памятники ещё при жизни: в Санкт-Петербурге, на Аллее Героев Московского парка Победы (1984, скульптор М. К. Аникушин)[37], и в Стокгольме, перед Музеем танца (1984, скульптор Е. А. Янсон-Манизер).
- 12 июня 2003 года в Алма-Ате на фасаде здания по улице Богенбай батыра (бывш. Кирова), д. 140 была установлена мемориальная доска в память о её пребывании здесь в период эвакуации.
- В 2004 году в Москве в квартире жилого дома на Котельнической набережной открылся мемориальный музей балерины, а 26 марта 2008 года на фасаде этого дома, в котором Уланова жила в течение 47 лет, была установлена памятная доска[38][39].
- В мае 2009 года в Ломоносове появилась улица Галины Улановой.
- 1 декабря 2009 года Центральный банк России объявил о выпуске в обращение памятной серебряной монеты номиналом в 2 рубля, посвящённой столетию со дня рождения Галины Улановой. Монеты выпущены тиражом 5000 штук и изготовлены из серебра 925 пробы, вес чистого металла 15,5 грамм (пол-унции). На них проставлена дата 2010 год.
- В 2010 году в честь столетия со дня рождения балерины прошли гала-концерты в Мариинском (8 января, «Мона Лиза русского балета») и Большом (16 января) театрах.

Мемориальная доска на Малой Морской

- 21 июля 2011 года на фасаде дома 13/8 по Малой Морской улице (бывшей улице Гоголя) в Санкт-Петербурге, где Уланова проживала с 1926 по 1935 годы, была установлена мемориальная доска[40][41].
- Имя балерины носит самый большой репетиционный зал московского Большого театра, находящийся под крышей здания.
- В июне 2021 года в Москве появилась площадь Галины Улановой[42][43].

На монетах и почтовых марках
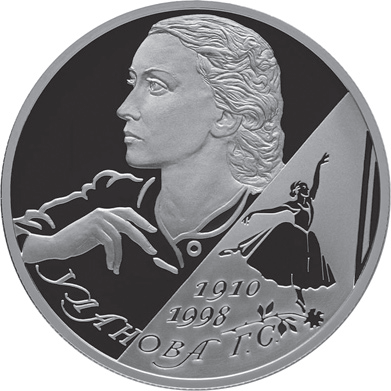
Реверс памятной монеты 2 рубля с портретом Улановой
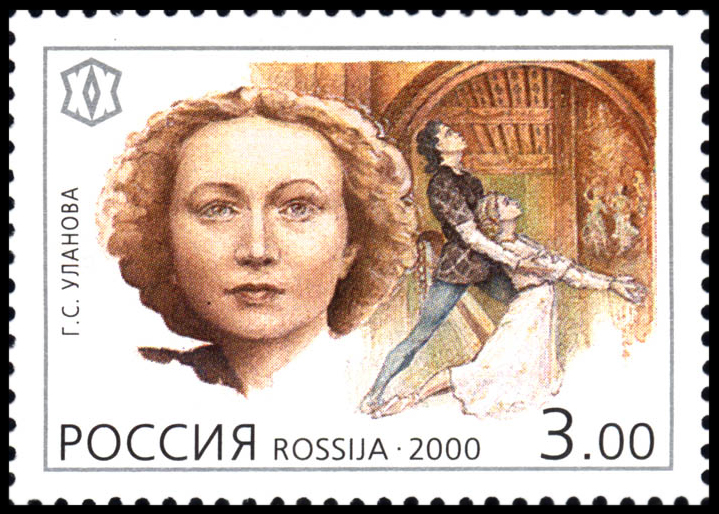
Галина Уланова, марка России, 2000 год

## Киновоплощение
- 1943 — «Миссия в Москву» (США) — Сид Чарисс